# Império da Baixada
GRACES Império da Baixada é uma escola de samba de Campos dos Goytacazes.
É uma das mais novas do Carnaval de Campos, e tem desfilado no grupo de acesso, à exceção de 2012, com o grupo único.

## Segmentos

### Presidentes
| Nome        | Mandato        | Ref.  |
| ----------- | -------------- | ----- |
| Mauro César | ? - atualidade | [ 1 ] |

## Carnavais
| Ano                              | Colocação                                           | Grupo  | Enredo | Carnavalesco  | Intérprete | Ref.                                         |  |
| -------------------------------- | --------------------------------------------------- | ------ | --- | ------------- | ---------- | -------------------------------------------- |  |
| 2011                             | Vice-campeã                                         | Acesso | O Império Canta e Encanta a Baixada com suas crenças, lendas, mitos, superstições, belezas e riquezas naturais | Jocimar Félix |            | [ 1 ] [ 4 ] [ 5 ]                            |  |
| 2012                             | 9º lugar                                            | ÚNICO  | |               |            | [ 6 ]                                        |  |
| Em 2013 não desfilou             |                                                     |        | |               |            |                                              |  |
| 2014                             | (sem dados: entre 2º e 4º) Compositor:Juninho Razão | Acesso | Me dê o direito de ter o direito de sonhar                                                                     | Wallace Veiga |            | [ 3 ] [ 7 ] [ 8 ] [ 9 ] [ 10 ] [ 11 ] [ 12 ] |  |
| Em 2015 não houve o Campos Folia |                                                     |        | |               |            |                                              |  |
| 2016                             |                                                     | Acesso | |               |            |                                              |  |